# 1953 aux échecs
| Années des échecs : 1950 - 1951 - 1952 - 1953 - 1954 - 1955 - 1956    |
| Décennies des échecs : 1920 - 1930 - 1940 - 1950 - 1960 - 1970 - 1980 |

Cet article présente les faits marquants de l'année 1953 aux échecs.

## Événements majeurs
- Vassily Smyslov remporte le Tournoi des candidats de Zurich 1953 et gagne ainsi le droit d'affronter Mikhail Botvinnik pour le championnat du monde.

## Championnats nationaux
- Argentine : Oscar Panno remporte le championnat[1],[2]. Chez les femmes, Celia Baudot de Moschini s’impose.
- Autriche : Josef Lokvenc remporte le championnat[3]. Chez les femmes, Alfreda Hausner[4].
- Belgique : Albéric O’Kelly  remporte le championnat[5]. Chez les femmes, pas de championnat [6].
- Brésil : Walter Cruz remporte le championnat[7].
- Canada : Frank Anderson et D. Abraham Yanofskyremportent le championnat[8].
- Écosse : James Macrae Aitken remporte le championnat[9].
- Espagne : Román Torán remporte le championnat[10]. Chez les femmes, c’est Pilar Cifuentes qui s’impose[11].
- États-Unis : Pas de championnat[Note 1],[12]. Chez les femmes, Mona May Karff s’impose[13].
- Finlande: Kaarle Ojanen remporte le championnat[14].
- France : Xavier Tartacover remporte le championnat [15]. Chez les femmes, pas de championnat[16].
- Pologne : Bogdan Sliwa remporte le championnat[17].
- Royaume-Uni : Daniel Yanofsky remporte le championnat[18].

- Suisse : Max Blau remporte le championnat [19]. Chez les dames, c’est Anna Näpfer qui s’impose[20].
- RSS d'Ukraine :  Yakiv Yukhtman remporte le championnat[21],[22], dans le cadre de l’U.R.S.S.. Chez les femmes, Lyubov Kohan s’impose[23].
- RFP Yougoslavie : Vasja Pirc, Braslav Rabar, Andrija Fuderer remportent le championnat[24],[25]. Chez les femmes, Verica Jovanović s’impose.

## Naissances
- Aleksandr Beliavski

## Nécrologie
- En 1953 : Paulette Schwartzmann
- 5 mars : Mark Libourkine
- En mai : Jan Schulz (en)
- 26 juin : George Page (en)
- 30 juin : Stefan Kesten (en)
- 13 août : Géza Nagy
- 27 août : Victor Wahltuch (en)
- 13 décembre : Vladimir Nenarokov